# Gorazd Žilavec
Gorazd Žilavec, slovenski igralec, * 26. januar 1973, Murska Sobota.

## Življenjepis
V rodnem kraju je obiskoval I. osnovno šolo in jo leta 1988 tudi končal. Šolanje je nadeljeval v Mariboru, kjer se je vpisal na Srednjo šolo elektrotehnične in računalniške usmeritve (SERŠ) in junija 1992 opravil zaključni izpit. Odšel je izpolnit vojaško obveznost. Potem je opravljal pripravništvo in spomladi 1994 je dobil naziv elektrotehnik-elektronik. Že od samega začetka je gojil posebno ljubezen do gledališča. Od četrtega razreda osnovne šole naprej je sodeloval v gledališki sekciji Kulturno-umetniškega društva »Štefan Kovač« v Murski Soboti. Po srednji šoli je, kot soustanovitelj, sodeloval pri nastanku Gledališkega društva »Torpedo«, katerega je v umetniškem smislu sam tudi vodil. Od ustanovitve (leta 1995) do 1999 so tam uprizorili sedem premier. Predstave Teatra »Torpedo« so bile zelo odmevne in večkrat tudi nagrajene.
Leta 1996 je  prejel nagrado Sklada Staneta Severja za najperspektivnejšega mladega igralca v Sloveniji (za vlogo Adriana Jadriča v predstavi Dušana Kovačevića, Metek f čelo!). S prihodom v Ljubljano se je seznanil z Impro-ligo (Državno prvenstvo v gledaliških improvizacijah). Ustanovili so svojo gledališko ekipo Improvokatorji, s katero so sodelovali v ligi. V štirih sezonah so bili kar trikrat prvaki lige (1998/99, 1999/00 in 2000/01), v sezoni 2000/01 pa je bil proglašen še za Improvizatorja leta. 

### Študij
V šolskem letu 1998/99 se mu je izpolnila želja iz otroštva – vpisal  se je na AGRFT (Akademijo za radio, film in televizijo) v Ljubljani, na kateri je pet let pozneje diplomiral iz dramske igre in si tako pridobil naziv univerzitetni diplomirani igralec. Med študijem (v tretjem letniku) je prejel akademijsko nagrado Zlatolaska za najbolje odigrano stransko vlogo (Edgar) v Shakespearovem Kralju Learu.
Že med študijem samim in takoj po njem je sodeloval s profesionalnimi gledališči. Jeseni 2005 je postal tudi član Gledališča Ane Monro iz Ljubljane in z njimi imel že tudi dve premieri uličnega gledališča Ezl-ek in Urbane zgodbe. 

### Filmske in televizijske vloge
Ker pa je poleg gledališča njegova velika ljubezen tudi film, lahko naštejem še naslednje filme, v katerih je igral: celovečerec Maje Weiss: Varuh meje (2002), kratka filma Aleša Nadaia: Zvezda (1997) in Lovska strast (1999), nadaljevanka v 5-ih delih Maje Weiss: Novi svet (2003) Poleg filma pa  se je poizkusil tudi v televizijskih vodah. Na Televiziji Slovenija je kot terenski voditelj sodeloval v razvedrilni oddaji Mario, ter kot so voditelj v oddaji Povabilo med zvezde. Najprivlačnejši pa so mu kratki TV skeči (posnel je serijo 45-ih kratkih humorističnih epizod z naslovom Panika, 20 epizod (Z)mešani zakoni, Big Father, Lepo je biti sosed, Česnovi ...).

### Gledališče
Po zaslugi številnih projektov, ki  jih je izvajal že med študijem in Severjeve nagrade je septembra 2004 dobil status samostojnega delavca v kulturi. Leto pozneje se je zaposlil v Gledališču Koper, katerega član je bil do leta 2015, ko je postal član igralskega ansambla Drama SNG Maribor.

### Zasebno
Leta 2003 se mu je rodila hčerka Lea, slabi dve leti pozneje (2005), pa še sin Gal. Njegova partnerka je igralka Maša Žilavec.

## Delo

### Gledališke predstave
- 1995/96 - (Kovačević: Metek f čelo! Teater Torpedo
- 1996/97 - (Kovačević: Klavstrofobična komedija Teater Torpedo
- 1996/97 - Shakespeare: Macbeth SNG Drama Ljubljana
- 1997/98 - avtorska predstava: Življenje profesorjev Teater Torpedo
- 2001/02 - Rostand: Cyrano de Bergerac MGL, Ljubljana (sezona 2000/01)
- 2001/02 - Shakespeare: Romeo in Julija SNG Drama Ljubljana
- 2001/02 - Zupančič: Princeska in čarodej Mestno Gledališče Ptuj
- 2001/02 - Cankar: Lepa Vida, hrepenenje, Hamlet iz Cukrarne MGL, Ljubljana
- 2002/03 - Hauptmann: Pred sončnim vzhodom SNG Drama Ljubljana
- 2002/03 - Marivaux: Volilo Gledališče Koper
- 2003/04 - Dahl: Gregorjevo čudežno zdravilo Mestno gledališče Ptuj
- 2004/05 - Fo Dario: Naključna smrt nekega terorista Gledališče Koper
- 2004/05 - Robin Hawdon: Elizabeta je zagreta Teater 55
- 2005/06 - Nina Kokalj: Španska princeska Gledališče Koper
- 2005/06 - Drago Jančar: Klamentov padec Gledališče Koper
- 2006/07 - Joe Orton: Plen Gledališče Koper
- 2006/07 - Jera Ivanc: Svetilnik Gledališče Koper
- 2014/10 - Katja Pegan: Gledališka vaja (vloga: Rudi)

### Ulično gledališče
- 1996/97 - avtorska predstava: Kapetane moj! Teater Torpedo
- 1997/98 - avtorska predstava: Mörska republika Teater Torpedo
- 1998/99 - avtorska predstava: Passion Združeni ulični teatri Slovenije
- 1999/00 - avtorska predstava: Pogreb Teater Torpedo
- 2003/04 - Craig Weston: Grandi structure Teater Ana X.
- 2004/05 - avtorska predstava: Dobro jutro, g.Franz! Gledališče KD Priden možic
- 2004/05 - avtorska predstava: Ezl-ek Gledališče Ane Monro
- 2006/07 - avtorska predstava: Urbane zgodbe Gledališče Ane Monro
- 2014 - avtorska predstava: Počivaj v miru, Priden možic

### Filmi
- 2002 - celovečerni igrani filmi: - Maja Weiss: Varuh meje
- 2006 - Branko Djurič – Djuro: Traktor, ljubezen in rock'n'roll
- 1997 - kratka filma: - Aleš Nadai: Zvezda
- 1999 - Aleš Nadai: Lovska strast

### Televizija
- 1996-2000 - član impro-skupine Improvokatorji in Končno sprejeti – trikratni zmagovalci državnega prvenstva v gledaliških improvizacijah Impro liga / KUD France Prešeren
- 2001/02 - terenski voditelj v oddaji Mario (TV Slovenija)
- 2003 - sovoditelj v oddaji Povabilo med zvezde (TV Slovenija)
- 2003 - Novi svet (TV Slovenija)
- 2003 - humoristična serija Naša mala klinika (POP TV)
- 2005 - serija igranih TV skečev Panika – 42 epizod (TV Slovenija)
- 2006 - humoristična TV serija (Z)mešani zakoni (TV Slovenija)
- 2007 - TV parodija Big Father (TV Slovenija)
- 2008-2011 - nadaljevanka Lepo je biti sosed (POP TV)
- 2017-? - Tv serija Česnovi ( Planet TV )
- 2023 - Tv serija Primeri inšpektorja Vrenka ( TV Slovenija )

## Nagrade
- 1996 - Nagrada sklada Staneta Severja za mladega perspektivnega igralca na ljubiteljskem odru
- 2000 - nagrada za najboljšega improvizatorja Impro lige
- 2001/02 - akademijska nagrada Zlatolaska za najboljšo stransko moško vlogo (Edgar) v drami W.Shakespeare: Kralj Lear
- 2003 - predstava Mestnega gledališča Ptuj Gregorjevo čudežno zdravilo je na Pikinem festivalu leta 2003 v Velenju dobila nagrado Zlata pika – za najboljšo predstavo.